# Rue Charles-Bertheau
La rue Charles-Bertheau est une voie du 13e arrondissement de Paris, en France.

## Situation et accès
La rue Charles-Bertheau est une voie publique située dans le 13e arrondissement de Paris. Elle débute rue Simone-Weil et se termine au 38, avenue de Choisy.

## Origine du nom
Cette voie est nommée d'après Charles Bertheau, conseiller à la Cour d'appel d'Orléans et nom du propriétaire des terrains sur lesquels la voie a été ouverte.

## Historique
Ancien « passage Bertheau », cette voie devint une rue par un arrêté du 1er février 1877. 
La voie est partiellement modifiée et supprimée, entre 1976 et 1979, dans le cadre de l'aménagement de la ZAC Baudricourt. 

## Bâtiments remarquables et lieux de mémoire
- No 9 : le FTP-MOI de l'Affiche Rouge, Cesare Luccarini, sous le nom de « Marcel Châtelain », y demeura en 1943.